# Kumadani-ji (Awa)

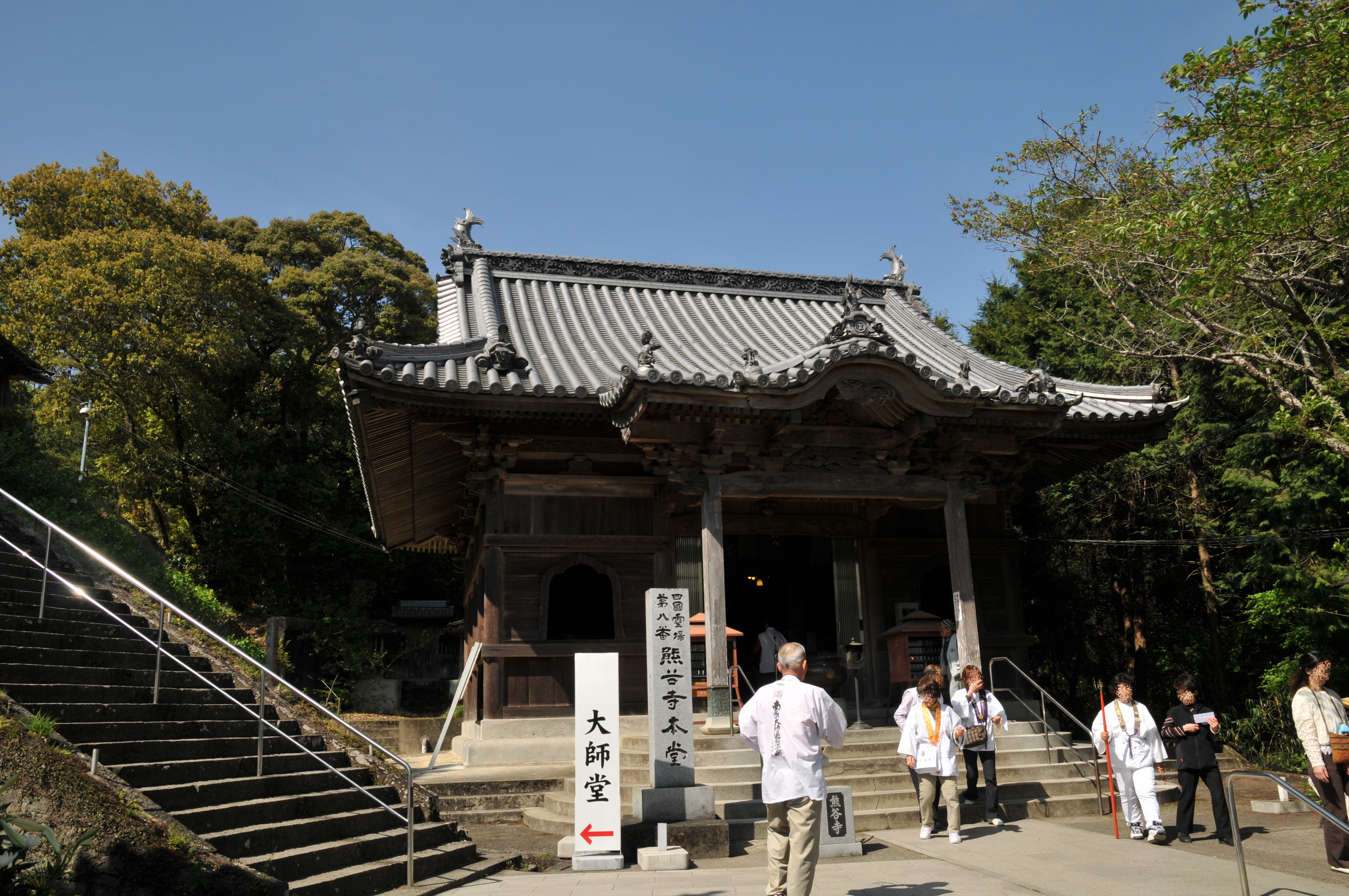
Haupthalle

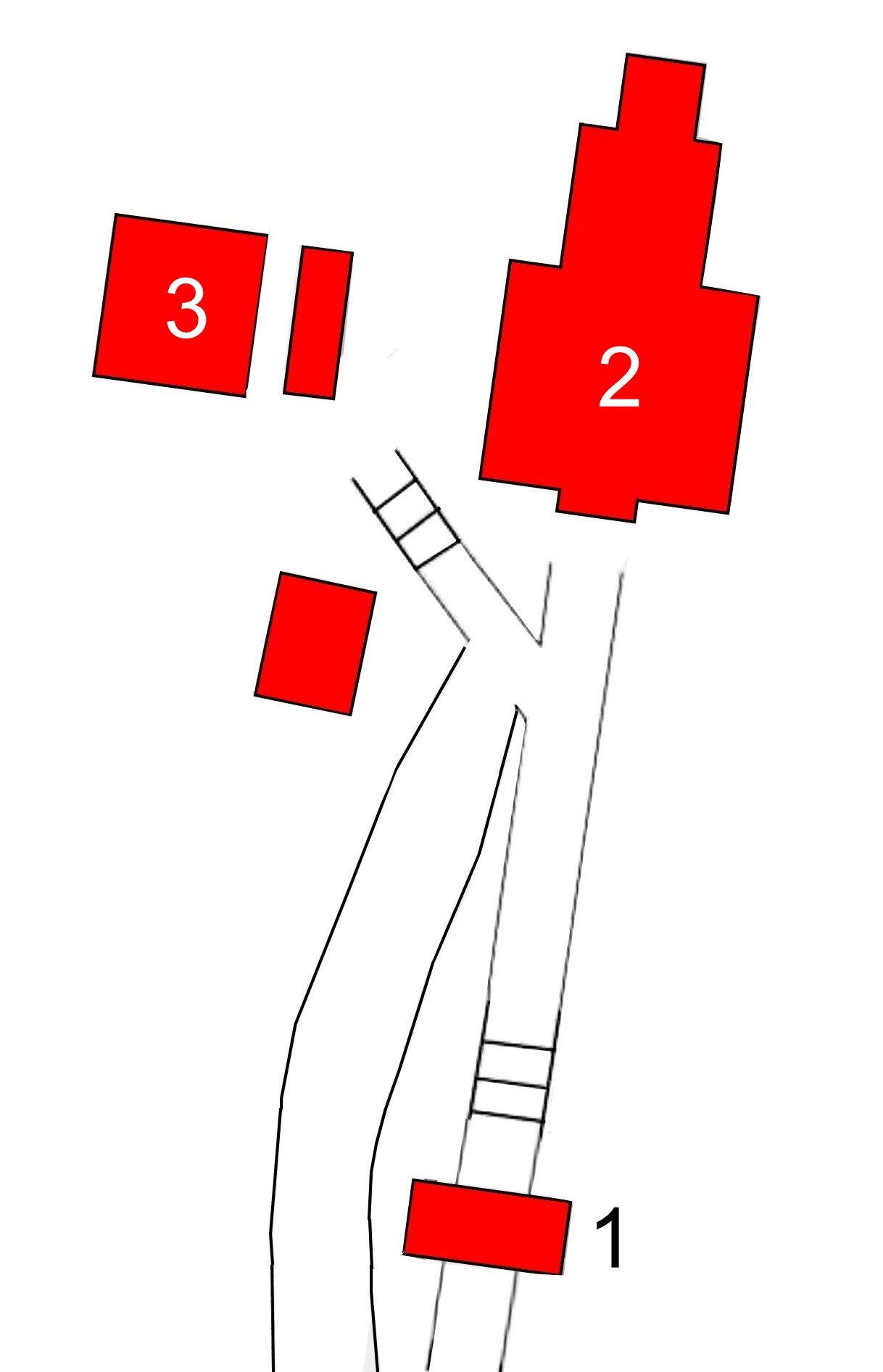
Plan des Tempels (s. Text)

Der Kumadani-ji (japanisch 熊谷寺) mit den Go Fumyōzan (普明山) und Shinkōin (真光院) in Awa in der Präfektur Tokushima ist ein Tempel, der zur Shingon-Richtung des Buddhismus gehört. In der traditionellen Zählung ist er der achte Tempel des Shikoku-Pilgerwegs.

## Geschichte
Priester Kūkai soll im Jahr 6. Jahr Kōnin, also 815, in diese Gegend gekommen sein und in dem ansteigenden Bergeinschnitt den Tempel errichtet und ihm eine 5,5 cm hohe Kannon-Figur geschenkt haben. In der Genroku-Zeit (1688–1704) soll es vielfach Brände gegeben haben. Und dann vernichtete 1927 ein Brand die Haupthalle und auch die Kultfigur. 1940 begann man mit dem Wiederaufbau, der aber durch den Pazifikkrieg unterbrochen wurde. So dauerte die Fertigstellung bis 1972.

## Anlage
Unten in der Ebene, weit vor dem Tempel, steht das prächtige Tempeltor (山門, Sammon), das hier als Niōmon (仁王門) ausgeführt ist. Es wurde 1687 als 13,2 m hohes Rōmon (楼門), also als (zweistöckiges) Turmtor errichtet. Es gehört zu den bedeutenden Turmtoren Shikokus. Der Pilgerweg (参道, Sandō) führt hindurch in Richtung des Tempels. Man passiert, immer noch unten, links die mächtige Schatzpagode (多宝塔, Tahōtō). Sie wurde 1774 errichtet und ist als wichtiges Kulturgut der Präfektur (im Folgenden mit KG markiert) registriert. 
Dann geht es hoch in den Berg hinauf, bis man das nächste Tempeltor, das Chūmon (中門; 1; KG), passiert, das zum eigentlichen Tempelbereich führt. Es ist als achtfüßiges Tor (八脚門, Hakkyakumon) gestaltet. Man passiert den Glockenturm (鐘楼, Shōrō; KG) und erreicht über Stufen die Haupthalle (本堂, Hondō; 2). Daneben links führt ein steile Treppe zu der Halle, in der der Tempelgründer verehrt wird, zur Daishidō (大師堂; 3). Sie wurde 1672 im errichtet, hat einen quadratischen Grundriss und ein Pyramidendach und ist mit Ziegeln (本瓦葺, Hongawarabuki) gedeckt. Drinnen befindet sich in einem Schrein (厨子, Sushi; KG), der vermutlich aus der 2. Hälfte des 17. Jahrhunderts stammt. Weiter sieht man dort eine sitzende Figur aus Holz, die Kūkai darstellt. Diese Figur (KG) ist aus Holzstücken gefertigt, ist farbig und hat Glasaugen.

## Bilder

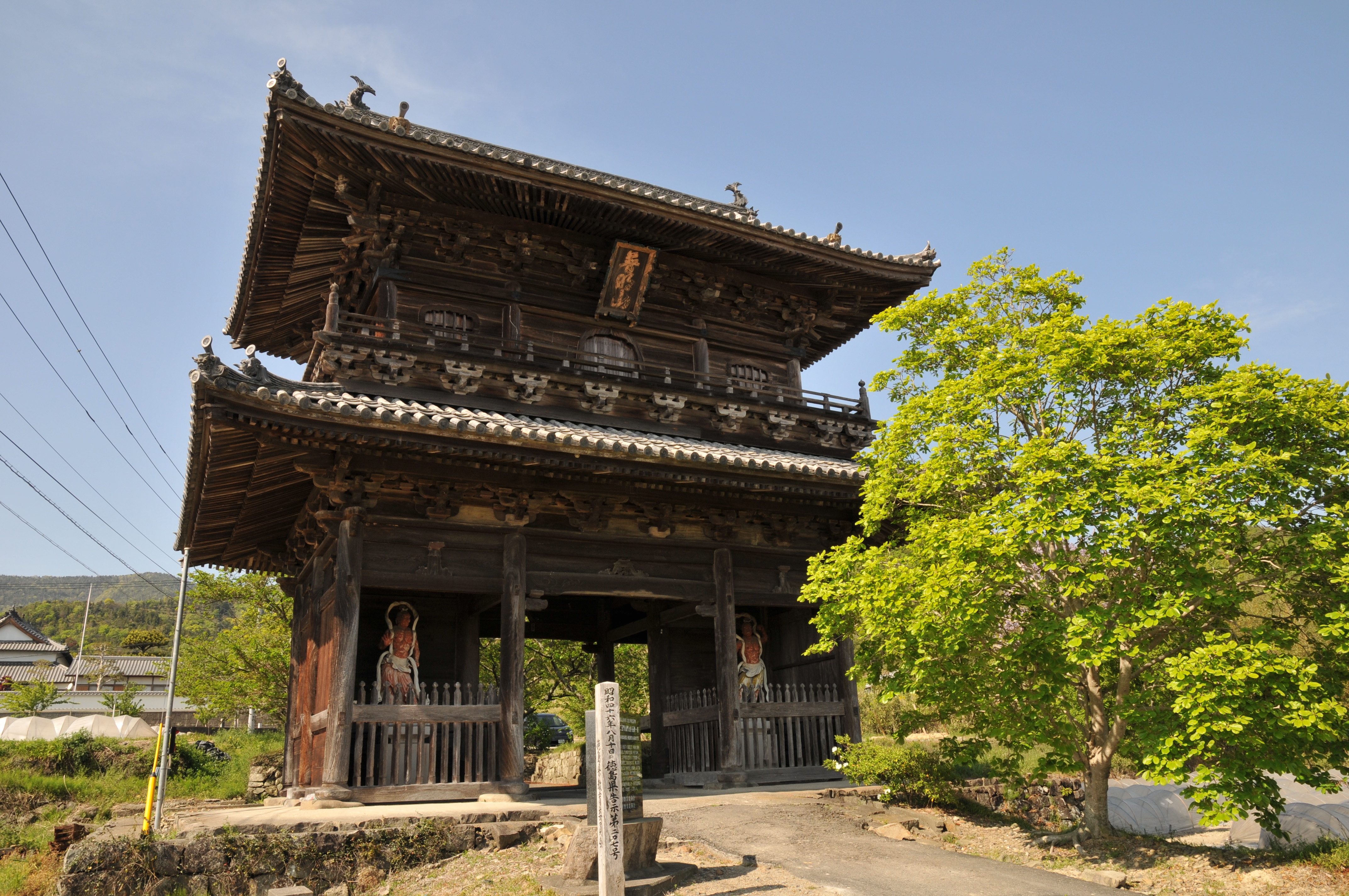
Tempeltor
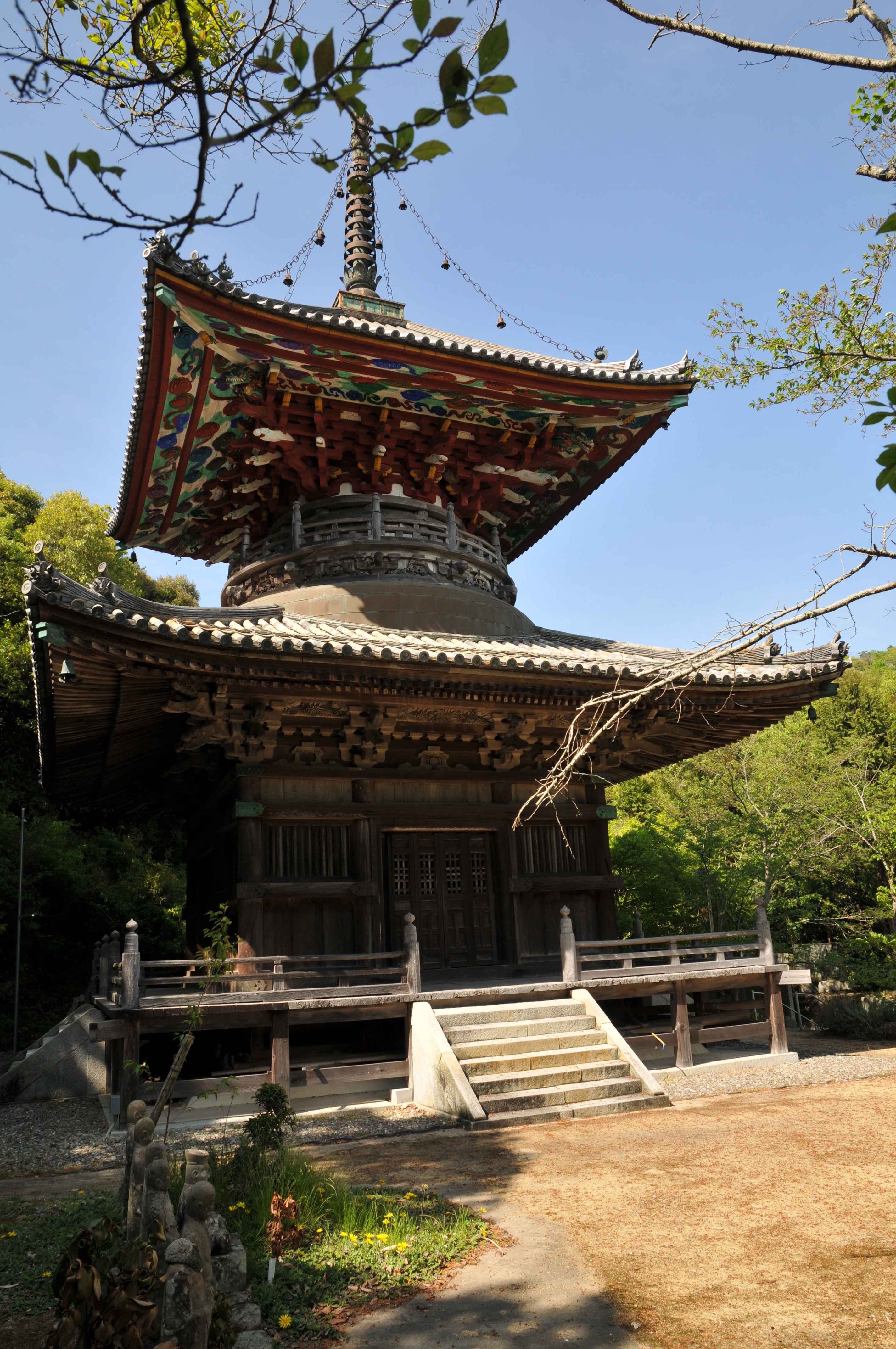
Schatz- pagode
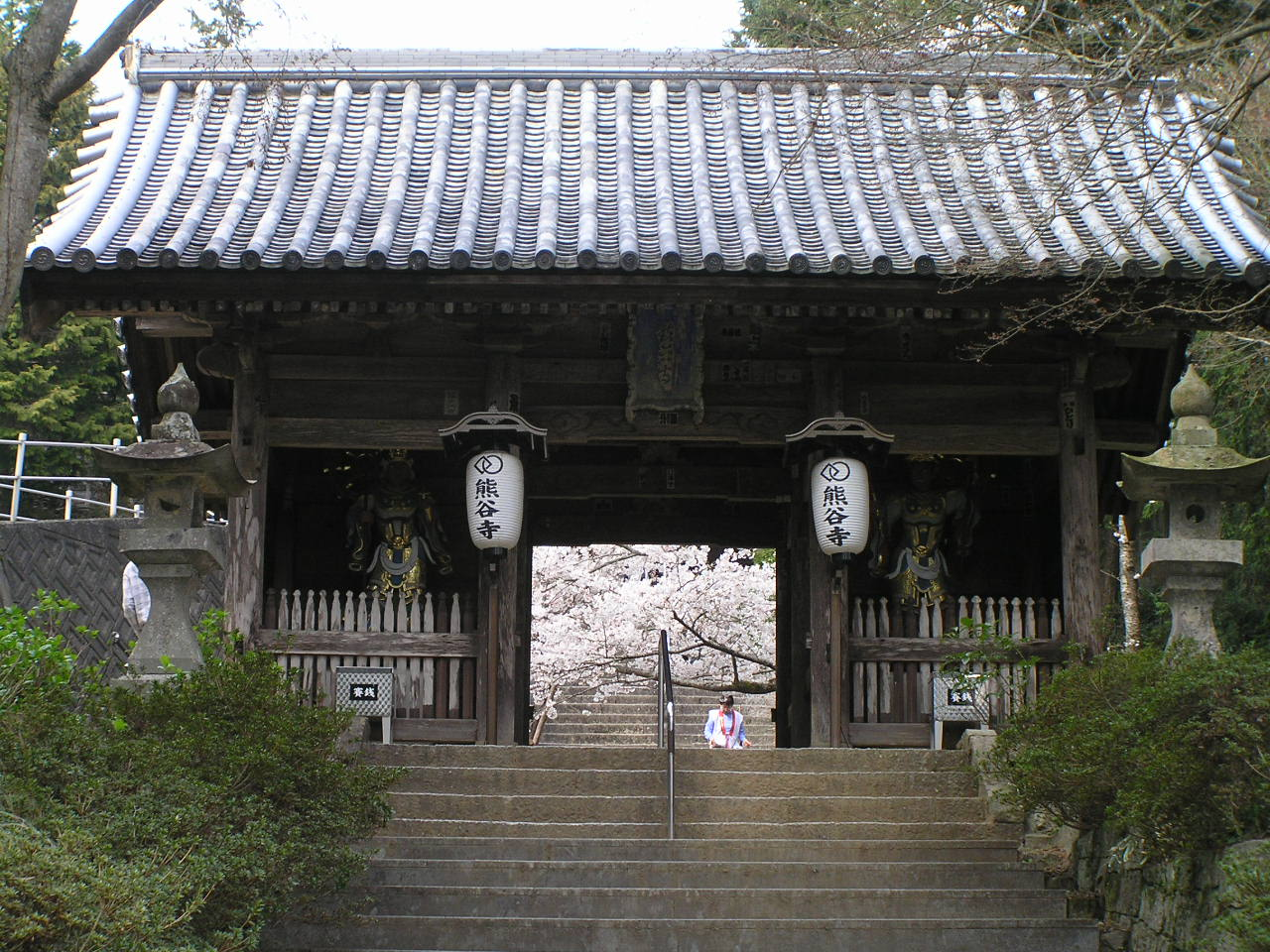
Inneres Tor (Chūmon)
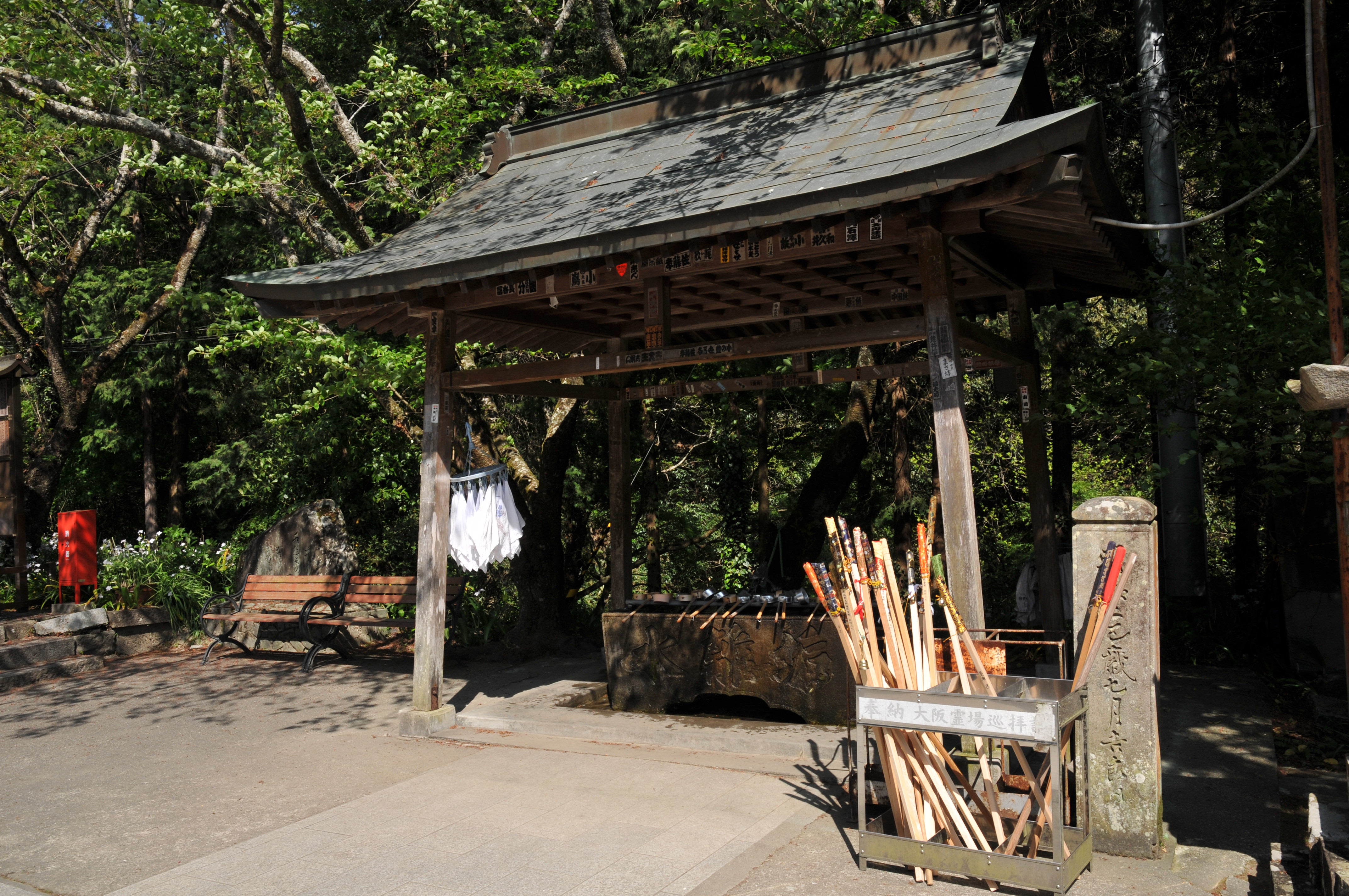
Handwaschbecken[A 1]
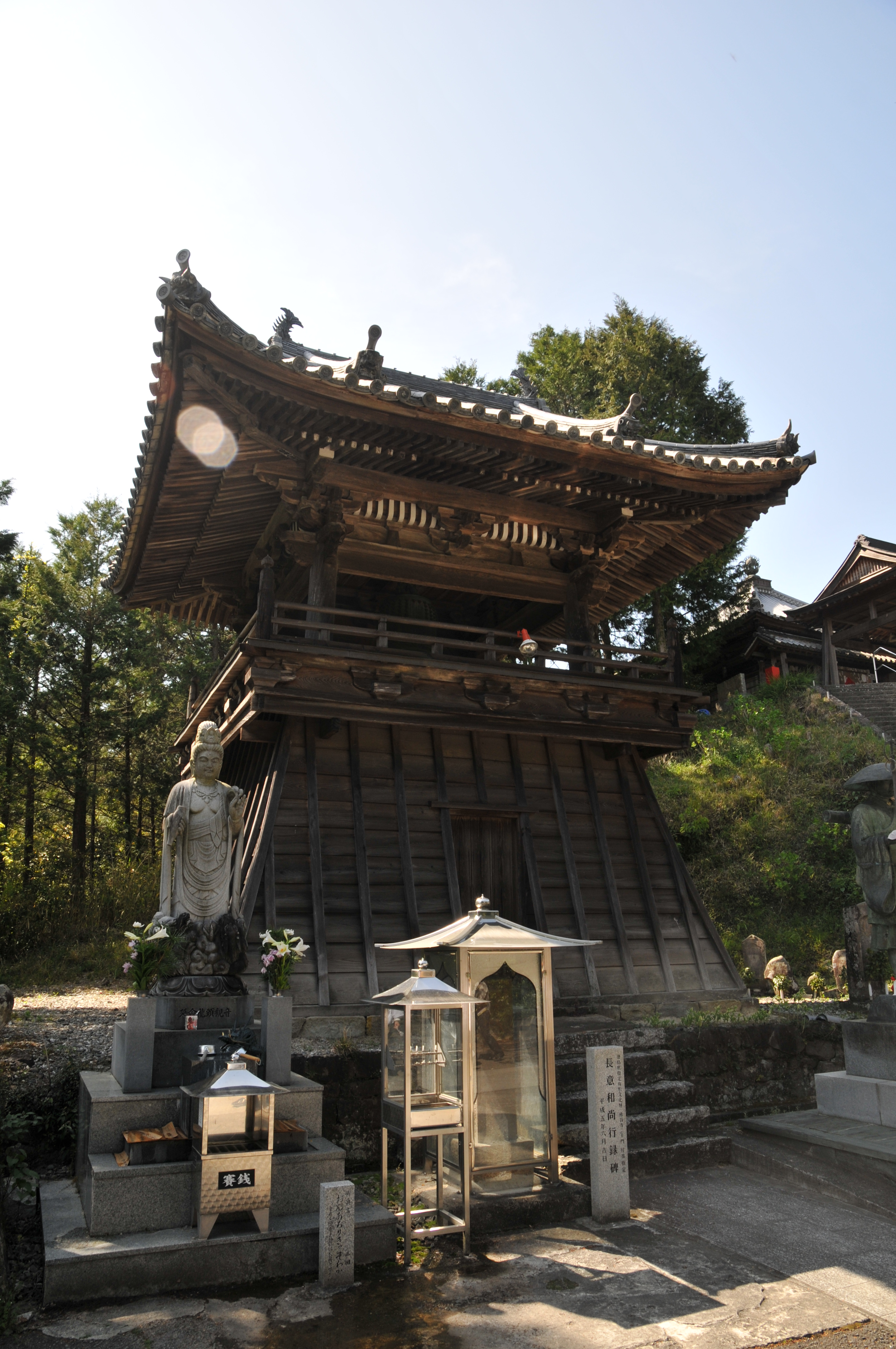
Glocken- turm
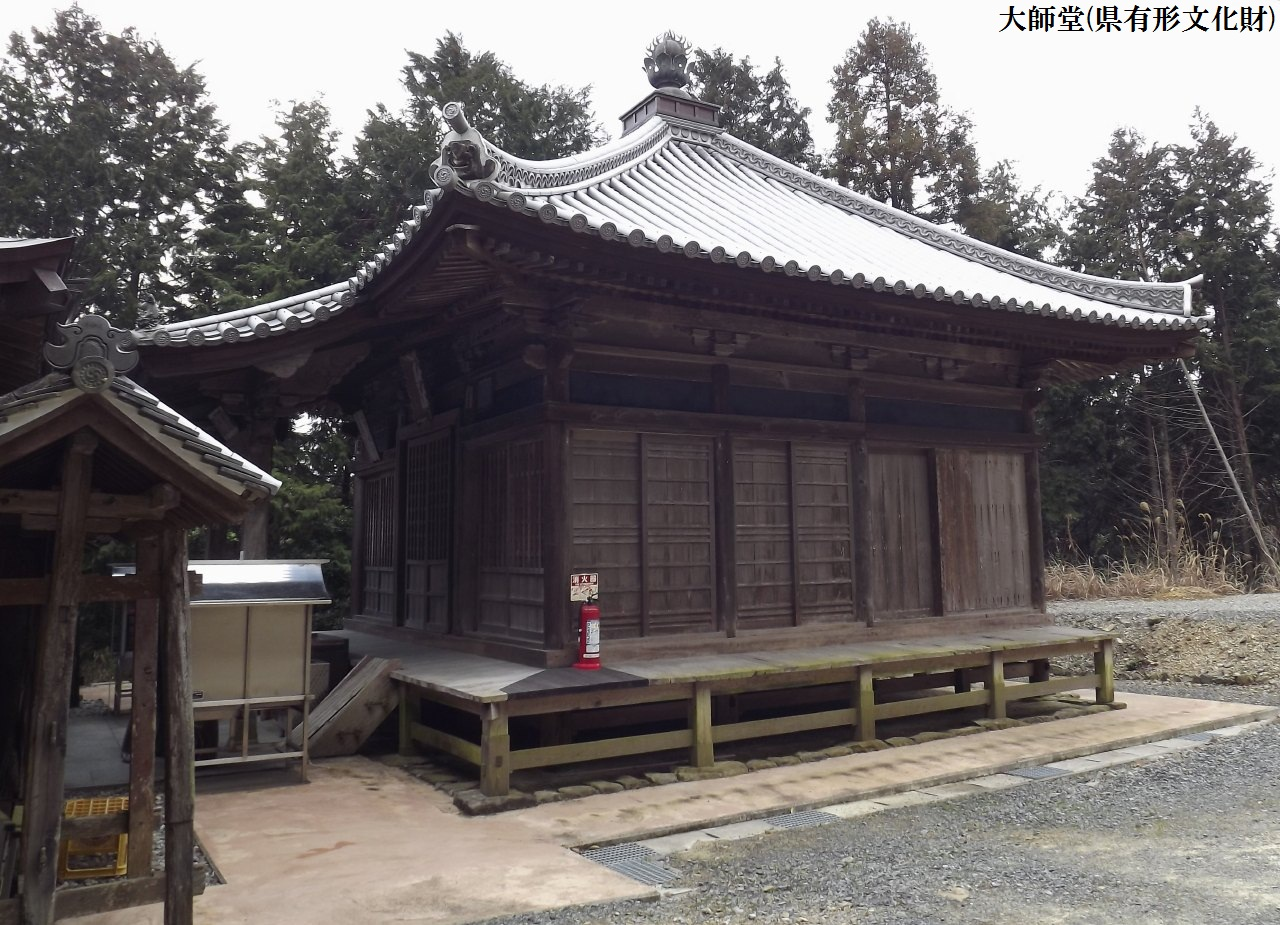
Daishidō